# Pseudoceto pickeli
Pseudoceto pickeli là một loài nhện trong họ Miturgidae. Chúng thuộc chi đơn loài Pseudoceto, được Cândido Firmino de Mello-Leitão miêu tả năm 1929.